# 橘中秘
《橘中秘》，中國象棋棋譜，明朝朱晉楨著。為象棋兩大名譜之一，跟梅花譜並列稱為「橘梅」。此書以研究中炮局聞名，當中更有《橘中秘歌訣》、《橘中秘全旨》。
作者的兄長朱翼维，號無住居士，為弟寫序，文中提到自己在1629年己巳之變在廣安門炮擊清軍，並以「群丑」稱呼，但此書清朝並未成為禁書。
內有《全旨》一篇，內道：

棋雖曲藝，義頗精微，必專心然後有得，必合法然後能超。大抵一局之中，千變萬化，有難殫述，然其妙法，必不能出乎範圍。如：
順手炮，先要活車；列手炮，補士要牢；

入角炮，急使車沖；當頭炮，橫車將路；

破象局，中卒必進；解馬局，車炮先行；

巡河車，趕子有功；歸心炮，破象得法；

轆轤炮，抵敵最妙；重疊車，兌子偏宜。

鴛鴦馬，內顧保塞；蟹眼炮，兩岸攔車；

騎河車，禁子有力；兩肋車，助卒過河。

正補士，防車得照；背士將，忌炮來攻。

棄子須要得先；捉子莫教落後。

士象全，可去馬兵；士象虧，兌他車卒。

算隱著，成殺局方進，使急著，有應子宜行。

得先時，切忌著忙；失車後，還叫心定。

子力強，局中尋勝；子力弱，即便尋和。

此局中之定法，決勝之大略也。

有能詳察於斯言，參玩圖勢，則國手可幾矣！